# Gräsöra
Gräsöra är en ö i Finland. Den ligger i Skärgårdshavet och i kommunen Pargas i den ekonomiska regionen  Åboland i landskapet Egentliga Finland, i den sydvästra delen av landet. Ön ligger omkring 28 kilometer söder om Åbo och omkring 140 kilometer väster om Helsingfors.
Öns area är 3 hektar och dess största längd är 270 meter i sydöst-nordvästlig riktning. Ön höjer sig omkring 15 meter över havsytan. I omgivningarna runt Gräsöra växer i huvudsak barrskog.